# فيل كولين
فيل كولين (بالإنجليزية: Phil Cullen)‏ هو لاعب قذف أيرلندي، ولد في 1943 في بينيتسبريدج ‏ في جمهورية أيرلندا.